# 未来は俺等の手の中
「未来は俺等の手の中」（みらいはおれらのてのなか）は、日本のヒップホップユニットTHA BLUE HERBの3枚目のシングルである。2003年5月23日発売。発売元はTHA BLUE HERB RECORDINGS。

## 概要
- 前作から8ヶ月となるシングル。
- 同日にアナログ盤が発売。
- 元々は日本クラウン2003年4月に発売されたTHE BLUE HEARTSのトリビュートアルバム「THE BLUE HEARTS SUPER TRIBUTE」に「未来は僕等の手の中」のカバーとして収録される予定だったが、音楽・歌詞共にカバーしていない等の理由からお蔵入りとなり、自らのレーベルからシングルとしてリリースされた。
- タイトルとフレーズ以外は全てTHA BLUE HERBのオリジナルであり、下積み時代から1999年5月2日の六本木コアのライブまでのことを歌っている。

## 収録曲
1. 未来は俺等の手の中 (VOCAL version)
作詞：ILL-BOSSTINO、作曲：O.N.O
2. 未来は俺等の手の中 (INSTRUMENTAL version)